# Club Gimnasia y Esgrima (Concepción del Uruguay)
El Club Gimnasia y Esgrima es un club de fútbol argentino de la ciudad de Concepción del Uruguay, provincia de Entre Ríos. Fue fundado el 8 de febrero de 1917 y actualmente milita en el Torneo Federal A. Su vestimenta es celeste y blanca. El estadio, con una capacidad para 15 000 espectadores, se encuentra en Santa Teresita y Perú de dicha ciudad. Además el club cuenta con otras disciplinas como por ejemplo, desde hace pocos años, fútbol femenino.
Su clásico rival es el club Patronato de Paraná, 
También tiene una fuerte rivalidad con Atlético Uruguay, denominado el clásico de la ciudad. Asimismo, otras rivalidades que también figuran son Juventud Unida de Gualeguaychú (Clásico de la Costa del Uruguay) y en menor medida por reiteración de partidos en la categoría con, Defensores de Pronunciamiento (Clásico del Departamento Uruguay).

## Historia

### Orígenes
El 3 de febrero de 1917, ocho jóvenes acordaron fundar un nuevo club en Concepción del Uruguay. Miguel A. Tenreyro fue elegido como primer presidente del club y el resto de la Comisión Directiva se integró así: Antonio Ricciardi (vicepresidente), Carlos Farías (secretario), Luis María Rodríguez (prosecretario), Humberto Rosso (tesorero), Enrique Lustou (protesorero); y los vocales: Carlos Gargano; José Yankelevich, Carlos Tenreyro, Avelino Cossio, Domingo Martín y César Corbella.
Luego de las designaciones se abrió el padrón de socios, en el cual 50 uruguayenses pusieron sus firmas. El primero de marzo, se realizó la Asamblea General y la Aprobación de Estatutos. Ese día, se decidió que la nueva institución se llame Gimnasia y Esgrima Foot-Ball Club, y que sus colores serían el celeste y blanco.
Los primeros once jugadores en calzarse la camiseta de Gimnasia fueron: Manuel Rodríguez; Carlos Frías h Abraham Franca; Miguel Caracciolo, José Yankelevich y Domingo Martín; Toribio Alegre, Antonio Ricciardi, Carlos Tenreyro; Avelino Cossio y Luis María Rodríguez.
El siguiente paso fue encontrar un lugar donde construir la cancha, pasando por diferentes lugares provisionales hasta conseguir la sede definitiva en 1930.

### Años '70: Inicios en la AFA
Cuarenta años más tarde, el 18 de noviembre de 1970, Gimnasia estrenó oficialmente su nuevo estadio, el “Ramón y Manuel Núñez”, ubicado en calles en Santa Teresita y Perú de Concepción del Uruguay.
En 1974 hace su debut en un certamen de la Asociación de Fútbol Argentino.

### Debut en la B Nacional
En 1995, el Torneo del Interior fue reemplazado por el Torneo Argentino A, el nuevo certamen de diferenció de los anteriores en ser el primero en tener un sistema de descenso, de esta manera los que no obtengan el ascenso a la B Nacional mantendrán la categoría. En la edición inaugural de 1995/96 logró quedar entre los 32 participantes: en la Zona Noreste finalizó 2.º con 24 puntos de 14 partidos, quedando entre los 4 clasificados de su zona; en la Zona B de la segunda fase finalizó 4.º con 22 puntos en 14 partidos, quedando entre los 5 clasificados; en la tercera fase tuvo un buen desempeño, pero la caída ante Juventud Antoniana en la penúltima fecha permitió a los salteños ser finalistas. El lobo finalizó 2.º con 18 unidades en 10 partidos, despidiéndose del torneo. Sin embargo, una reestructuración aumentó el número de ascensos de 1 a 6, esto permitió a Gimnasia jugar ante Patronato de la Juventud Católica por uno de los 5 ascensos adicionales y, tras vencer 2 a 1 en Paraná y en Concepción, obtuvo el ascenso a la Primera B Nacional.
En la temporada 1996/97, disputó la Primera B Nacional, y su desempeño hizo su estadía fugaz: finalizó último en su grupo de la Zona Interior con 13 puntos en 16 partidos; fue relegado a la Zona Permanencia, donde enfrentó a los demás relegados de la Zona Interior y alcanzó el 6.º puesto con 21 unidades en 16 partidos, quedando fuera del Torneo Reducido , su desempeño en la temporada se vio reflejado en la Tabla de Promedios donde quedó entre los 2 peores equipos del interior y perdió la categoría.

### Campeonato y aproximación a Primera División
Con el retorno al Argentino A para la temporada 1997/98, una nueva oportunidad se presenta: en la Zona 1, consigue quedar entre los 3 mejores, accediendo a la Fase final; en la Zona 1, tras vencer a Liniers en Bahía Blanca por 2 a 1, se consagra campeón al quedarse con el primer lugar y obtiene un nuevo ascenso a la Primera B Nacional.
En su retorno a la máxima categoría de ascenso, tuvo mejores resultados. En sus primeras 2 temporadas logró ingresar al Torneo Reducido por su desempeño en la Zona Interior, pero en ambas quedó rápidamente eliminado. La gran oportunidad se presenta en la temporada 2000/01, cuando logra el 2.º lugar en la Zona Interior, por detrás del Instituto Atlético Central Córdoba accediendo a las semifinales por el campeonato y primer ascenso, donde enfrentó al mejor de la Zona Metropolitana: Quilmes. En el primer partido, jugado en el bosque de Concepción de Uruguay, el lobo cayó por 1 a 0 y la oportunidad de ser finalista parecía esfumarse. El segundo partido parecía sentenciar la eliminación pero, a los 30 minutos de la segunda parte, Grelak anota de penal y revive la ilusión para el lobo en el Centenario de Quilmes pero los minutos fueron pasando y el segundo gol nunca llegó y , debido a la ventaja deportiva del cervecero, quedó eliminado. Como semifinalista, accedió a los cuartos de final del Torneo Reducido, donde se enfrentó a un antiguo verdugo: Nueva Chicago; el triunfo por 1 a 0 en Mataderos parecía prometedor, pero el duro golpe fue recibido en Concepción al caer por 2 a 0, donde el torito hizo lo que no pudo el lobo ante Quilmes.
Con esa base, algunos refuerzos y la llegada de Jorge Vendakis a la dirección técnica, Gimnasia emuló lo conseguido el año anterior y también fue protagonista de la Temporada 2001/2002. En el Apertura terminó sexto a 7 puntos de Olimpo. En el Clausura, Gimnasia jugó en el Grupo B. Los uruguayenses terminaron primeros con 25 puntos. En cuartos de final, Gimnasia enfrentó a Instituto de Córdoba, venciéndolo. En semis, hizo lo mismo con Atlético Rafaela. Su rival en la Final fue Arsenal de Sarandí. Pese a empezar ganando en ambos casos, Gimnasia no pudo sostener la diferencia: cayó 2-1 de local y empató 1-1 en el Viaducto, perdiendo su primera posibilidad de ascender. El colchón de puntos de la campaña le dio una nueva chance a los comandados por Jorge Vendakis, que debían doblegar a Unión de Santa Fe en la Promoción. En la ida Gimnasia se impuso 3-1 de local, pero el sueño se esfumó en la capital santafesina, donde el Tatengue lo goleó 3-0.
El regreso a la Tercera Categoría se produjo en el 2004, año en que el equipo entrerriano se posicionó último en la tabla general: 20.º en el Torneo Apertura y 18.º en el clausura.

### Actualidad
Desde la Temporada 2004-2005, el club permanece en la tercera división del fútbol argentino.
En la temporada 2019/20 del Torneo Federal A, el equipo realizó un desempeño demasiado malo: en la primera rueda sólo consiguió 14 puntos de 14 partidos estando en zona de descenso la segunda mitad de la rueda por estar último en su zona; en los 8 partidos que disputó de la segunda rueda consiguió mejorar levemente su desempeño obteniendo otros 14 puntos quedando a 2 unidades de alcanzar al penúltimo de la zona. El equipo no lograba salir de la zona de descenso y ya sólo quedaban 7 fechas por disputarse (6 fechas para el equipo entrerriano) pero debido a las restricciones sanitarias por la pandemia de covid-19 desde finales de marzo de 2020, el torneo fue suspendido y cancelado, por lo que no hubo los ascensos y descensos fueron cancelados. Para finales de 2020 se disputó un torneo transición como continuador del certamen cancelado. Debido a que la pandemia continuaba vigente, el certamen sólo otorgó ascensos y los participantes tuvieron la opción de no participar del torneo y mantener la categoría, por lo que el club fue uno de los 5 clubes que desistió de participar.
En la temporada 2021, volvió a participar del Torneo Federal A y finalizó en el 14.º puesto obteniendo 26 puntos en 28 partidos, quedando fuera de la disputa por los ascensos. A pesar de su desempeño (penúltimo de su grupo) mantuvo la categoría debido a que los descensos continuaban suprimidos.
Las temporadas 2023 y 2024 del Torneo Federal A fueron negativas para el equipo entrerriano, que en ambos debió jugar un desempate final para no perder la categoría: En 2023 frente a Liniers de Bahía Blanca, y en 2024 frente a Unión de Sunchales. Aun así, a pesar de jugar un desempate para mantener la categoría, el equipo clasificó a los Playsoff para definir el segundo ascenso. En primera instancia, deberá jugar frente a Sportivo Belgrano.

## Presidentes

### Comisión Directiva
A continuación se detalla como está compuesta la comisión directiva del Club Gimnasia y Esgrima:
| Comisión directiva |
| |
| - Presidente: - Rodrigo Palacios - Vicepresidente: - Mariela Schab - Secretario general: - Mario Bonnot - Prosecretario: - Jorge Ostera - Tesorero: - Facundo Mayoraz - Protesorera: - Claudia González |
| |

| Comisión directiva |
| |
| - Vocales titulares: - José Eduardo Lauritto - Guillermo Schab - Juan Cassino - Gerardo Robin - Vocales suplentes: - Eduardo Maidana - Raúl Pérez - Revisor de cuentas titular: - Juan Angió - Revisora de cuentas suplente: - Belén Sastre |
| |

## Estadio
El siguiente paso fue encontrar un lugar donde construir la sede. Finalmente, hallaron uno en las inmediaciones de La Salamanca y el puerto. Si bien no contaban con el permiso de los dueños para hacer uso del mismo, los integrantes del club decidieron armar la cancha en ese lugar.
Poco tiempo después debieron abandonar esta sede precaria a pedido de los propietarios. Entonces la sede se mudó a una vieja quinta que era propiedad de Doña Medrana Sagastume (Perú, Larroque, Belgrano y Bvar. Irigoyen), donde actualmente se encuentra el Club Tomás de Rocamora. Más tarde ocupó el sitio de su actual cancha auxiliar. Luego fue a parar al terreno que actualmente ocupa la planta de YPF y, posteriormente, Gimnasia tuvo su cancha en la calle Mitre, entre Reibel y Maipú, frente al Law Tennis.
El 29 de septiembre de 1930, Gimnasia puso fin a su largo peregrinar con la inauguración de su cancha en calle 9 de Julio y 5 del Oeste. El partido inaugural culminó con una victoria tres a uno de Gimnasia (Impini, Correa y Palleiro) sobre Estudiantil Fraternal (Franco), ante un gran marco de público.
Cuarenta años más tarde, el 18 de noviembre de 1970, Gimnasia estrenó oficialmente su nuevo estadio, el “Ramón y Manuel Núñez”, con la presencia de la tercera de Boca Juniors reforzada con algunos jugadores de la primera, como Rattín, Bongiovanni, Romero, Curioni, Peracca y Villagra. Los boquenses ganaron por seis a dos, con goles de Pardo (4) y Villagra (2). Ojeda y Oscar Morales marcaron para Gimnasia. Antonio Rattín se llenó la boca ese día alabando el estado del césped y la excelente iluminación del estadio, y les recomendó a los dirigentes de Gimnasia que lo cuiden.

### Sede
Tampoco fue sencillo para Gimnasia tener una sede propia. De prestado, conoció innumerables locales y casas en donde discutió su porvenir, hasta que en el año 1945 se acomodó definitivamente en su sede actual de 21 de noviembre.

## Uniforme
Uniforme titular: camiseta blanca con franja celeste
Uniforme alternativo: camiseta azul oscuro con franja blanca
Actualmente viste al Club Gimnasia y Esgrima la Marca "Dix Sports".
Las últimas marcas que lo vistieron en los últimos años fueron Kappa, Nanque, Sport 2000, Sportlandia, Titán, Mebal, Way Sport, Raxga, Kion, Meglio, Fanáticos.
| Período       | Proveedor   |
| ------------- | ----------- |
| 1980-1987     | Adidas      |
| 1987-1993     | Way Sport   |
| 1993-1995     | Adidas      |
| 1995-1997     | Way Sport   |
| 1997-1999     | Uhlsport    |
| 1999-2000     | Dana        |
| 2000-2002     | Mebal       |
| 2002-2005     | Titán       |
| 2005-2007     | Sportlandia |
| 2008-2009     | Sport 2000  |
| 2010-2012     | Nanque      |
| 2012-2013     | Kappa       |
| 2013          | Dana        |
| 2014-2018     | Raxga       |
| 2018-2019     | Kion        |
| 2019-2021     | Meglio      |
| 2022          | Fanáticos   |
| 2023          | Meglio      |
| 2024-presente | Dix Sports  |

| Período   | Patrocinador                                                                        |
| --------- | ----------------------------------------------------------------------------------- |
| 1989-1993 | Fegan                                                                               |
| 1993-1995 | Total Hogar                                                                         |
| 1995-1999 | Granja Tres Arroyos                                                                 |
| 1999-2000 | Dana                                                                                |
| 2000-2001 | Diario Uno                                                                          |
| 2001-2003 | Casino de Entre Ríos                                                                |
| 2003-2004 | Pollos de Entre Ríos                                                                |
| 2004-2005 | Diario Uno/Flecha Bus                                                               |
| 2005-2006 | Sportlandia                                                                         |
| 2006-2008 | Diario Uno/Lambert Acoplados                                                        |
| 2008-2009 | Banco de Entre Ríos/Lambert Acoplados                                               |
| 2010-2012 | Banco de Entre Ríos/El Entrerriano                                                  |
| 2012-2013 | Banco de Entre Ríos/Sidecreer                                                       |
| 2013-2018 | Banco de Entre Ríos/Grido Helado                                                    |
| 2018-2020 | Banco de Entre Ríos/Granja Tres Arroyos                                             |
| 2020-2021 | Banco de Entre Ríos/Iter Medicina/Granja Tres Arroyos                               |
| 2022      | Banco de Entre Ríos/Granja Tres Arroyos/La Clarita M2                               |
| 2023      | Banco de Entre Ríos/Granja Tres Arroyos/La Clarita M2/Fepasa/Nuvisan/León Mayorista |

## Clásico entrerriano
Es un partido de fútbol que enfrenta a dos clubes rivales de la provincia de Entre Ríos: Gimnasia y Esgrima (Concepción del Uruguay) y Club Atlético Patronato de la Juventud Católica de Paraná.
El primer enfrentamiento tuvo lugar en 1978 por el Torneo Regional (clasificatorio al Torneo Nacional). En 1998 comenzaría un paréntesis por el ascenso de Gimnasia a la Primera B Nacional, que se prolongaría por diez años por el posterior descenso de Club Atlético Patronato de la Juventud Católica al Torneo Argentino B. En 2008 y 2009 volvieron a encontrarse en el mismo grupo, asegurando cuatro enfrentamientos en cada temporada hasta el ascenso de Club Atlético Patronato a la Primera B Nacional en 2010.
Un partido destacado entre ambos fue en 1996, por la final Reclasificatoria del Torneo Argentino, donde Gimnasia asciende a la B Nacional ganándole a su clásico rival Club Atlético Patronato de la Juventud Católica.
Historial
- Club Atlético Patronato ganó 12 veces
- Gimnasia ganó 11 veces
- Empataron en 8 oportunidades

### Otras rivalidades
Históricamente, el clásico rival de Gimnasia es su vecino de ciudad, el Club Atlético Uruguay, con quien sostienen el clásico más importante de Concepción del Uruguay.
Otras rivalidades de Gimnasia y Esgrima son básicamente por cercanías físicas de las ciudades. Una rivalidad muy fuerte, es la sostenida por Gimnasia con el club Juventud Unida de Gualeguaychú, equipo con el que disputa el Clásico de la Costa del Uruguay. Este derbi tuvo varios episodios, siendo los más recordados los cruces de ambos equipos en las categorías nacionales del ascenso.
Por otro lado, con Defensores de Pronunciamiento (DEPRO), Gimnasia disputa el Clásico Departamental, habiendo tenido encuentros a nivel zonal y nacional, enfrentándose también en el Torneo Federal A y la Copa Argentina. Dos de los últimos choques entre Gimnasia y DEPRO se llevaron a cabo en una de las llaves eliminatorias de la primera ronda de la Fase Preliminar Regional de la Copa Argentina 2017-18, donde DEPRO se terminó imponiendo 4-2 en el global, luego de perder en la ida 1-2 y dar vuelta la serie por 3-0.

## Datos del club

### Cronología lineal
- Temporadas en Primera División: 0
- Temporadas en Segunda Categoría: 8

1996-97, 1998-99, 1999-00, 2000-01, 2001-02, 2002-03, 2003-04.
Temporadas en Segunda Categoría [ Torneo Regional ]
1974, 1977, 1978, 1985, 1985/86
- -     - Mayor goleada conseguida:  6-2 contra Juventud Antoniana de Salta (1997)
    - Mayor goleada recibida: 0-8 contra Ferro Carril Oeste (6 de diciembre de 2003).
    - Mejor puesto: 2.º de 17 (Zona Interior), Nacional B 2000-01; 1.º de 8 (Grupo B) en el Clausura 2002.
    - Peor puesto: 8.º de 8 (Zona A2), Nacional B 1996-97. 19.º de 20 en el Clausura 2003 y Apertura 2003.
- Temporadas en Tercera Categoría: 30

1989/90, 1990/91, 1992/93, 1993/94, 1994/95),1995/96, 1997/98, 2004/05, 2005/06, 2006/07, 2007/08, 2008/09, 2009/10, 2010/11, 2011/12, 2012/13, 2013/14,2014, 2015, 2016, 2016/17, 2017/18, 2018/19, 2019/20, 2020, 2021, 2022, 2023, 2024
- -     - Mayor goleada conseguida: 8-0 contra Gimnasia y Tiro de Salta (3 de abril de 2005)
    - Mayor goleada recibida: 1-5 contra General Paz Juniors de Córdoba (1995), Douglas Haig de Pergamino (2005) y Santamarina de Tandil (2011)
    - Mejor puesto: 1.º, 1997/98.
    - Peor puesto: 5.º de 5 (Zona C), 2004/05; 11.º de 12 (Zona Norte), Torneo Argentino A

#### Estadísticas generales
- Mayor goleada conseguida en la historia: 10-0 contra Urquiza de Gualeguay el 14 de noviembre por la 2.ª Fecha del Torneo del Interior 1993-94, Zona Litoral Sur.

### Cronología por año
Cronología del club en categorías de la Asociación del Fútbol Argentino:
A partir de la temporada 1995/96, cada partido ganado sumó 3 puntos.
| Temp.   | Cat. | Torneo              | Clubes | Pos.         | Pts          | PJ           | PG           | PE           | PP           | GF           | GC           | DG           | Copa Nacional  | Copa Nacional            | Otras copas |
| ------- | ---- | ------------------- | ------ | ------------ | ------------ | ------------ | ------------ | ------------ | ------------ | ------------ | ------------ | ------------ | -------------- | ------------------------ | ----------- |
| 1974    | II   | Torneo Regional     |        | CFL          | 7            | 8            | 3            | 1            | 4            | 21           | 17           | 4            | —              | —                        | —           |
| 1977    | II   | Torneo Regional     | 49     | 2F           | 2            | 2            | 1            | 0            | 1            | 3            | 3            | 0            | —              | —                        | —           |
| 1978    | II   | Torneo Regional     | 47     | 1F           | 0            | 2            | 0            | 0            | 2            | 4            | 6            | -2           | —              | —                        | —           |
| 1985    | II   | Torneo Regional     |        | 2.º          | 6            | 6            | 2            | 2            | 2            | 7            | 5            | 2            | —              | —                        | —           |
| 1985/86 | II   | Torneo Regional     | 105    | 2.º          | 8            | 8            | 3            | 2            | 3            | 13           | 12           | 1            | —              | —                        | —           |
| 1989/90 | III  | Torneo del Interior |        | CF           | 17           | 14           | 7            | 3            | 4            | 22           | 19           | 3            | —              | —                        | —           |
| 1990/91 | III  | Torneo del Interior |        | F            | 22           | 20           | 7            | 8            | 5            | 27           | 20           | 7            | —              | —                        | —           |
| 1992/93 | III  | Torneo del Interior |        | 3.º          | 5            | 6            | 2            | 1            | 3            | 5            | 8            | -3           | —              | —                        | —           |
| 1993/94 | III  | Torneo del Interior | 119    | 3.º          | 27           | 20           | 12           | 3            | 5            | 44           | 22           | 22           | —              | —                        | —           |
| 1994/95 | III  | Torneo del Interior | 117    | 3.º          | 5            | 6            | 1            | 3            | 2            | 9            | 11           | -2           | —              | —                        | —           |
| 1995/96 | III  | Argentino A         | 32     | 2.º          | 70           | 40           | 20           | 10           | 10           | 66           | 53           | 13           | —              | —                        | —           |
| 1996/97 | II   | B Nacional          | 32     | 6.º          | 34           | 32           | 9            | 7            | 16           | 42           | 61           | -19          | —              | —                        | —           |
| 1997/98 | III  | Argentino A         | 16     | 1.º          | 46           | 24           | 13           | 7            | 4            | 38           | 20           | 18           | —              | —                        | —           |
| 1998/99 | II   | B Nacional          | 33     | R            | 40           | 32           | 11           | 7            | 14           | 41           | 42           | -1           | —              | —                        | —           |
| 1999/00 | II   | B Nacional          | 34     | OF           | 48           | 32           | 13           | 9            | 10           | 41           | 34           | 7            | —              | —                        | —           |
| 2000/01 | II   | B Nacional          | 30     | CF           | 61           | 36           | 17           | 10           | 9            | 44           | 35           | 9            | —              | —                        | —           |
| 2001/02 | II   | B Nacional          | 25     | F            | 75           | 44           | 21           | 12           | 11           | 73           | 53           | 20           | —              | —                        | —           |
| 2002/03 | II   | B Nacional          | 20     | 18.º         | 33           | 38           | 7            | 12           | 19           | 51           | 72           | -21          | —              | —                        | —           |
| 2003/04 | II   | B Nacional          | 20     | 20.º         | 38           | 38           | 8            | 14           | 16           | 39           | 58           | -19          | —              | —                        | —           |
| 2004/05 | III  | Argentino A         | 20     | 5.º          | 23           | 24           | 5            | 8            | 11           | 23           | 40           | -17          | —              | —                        | —           |
| 2005/06 | III  | Argentino A         | 24     | 10.º         | 27           | 24           | 8            | 3            | 13           | 34           | 41           | -7           | —              | —                        | —           |
| 2006/07 | III  | Argentino A         | 24     | 4.º          | 44           | 30           | 12           | 8            | 10           | 43           | 44           | -1           | —              | —                        | —           |
| 2007/08 | III  | Argentino A         | 25     | 4.º          | 42           | 32           | 12           | 6            | 14           | 33           | 43           | -10          | —              | —                        | —           |
| 2008/09 | III  | Argentino A         | 25     | 4.º          | 49           | 32           | 14           | 7            | 11           | 52           | 41           | 11           | —              | —                        | —           |
| 2009/10 | III  | Argentino A         | 25     | 10.º         | 43           | 35           | 11           | 10           | 14           | 36           | 38           | -2           | —              | —                        | —           |
| 2010/11 | III  | Argentino A         | 24     | 4.º          | 51           | 36           | 14           | 9            | 13           | 42           | 48           | -6           | —              | —                        | —           |
| 2011/12 | III  | Argentino A         | 25     | 5.º          | 34           | 28           | 8            | 10           | 10           | 26           | 32           | -6           | Copa Argentina | 4.ª. Fase                | —           |
| 2012/13 | III  | Argentino A         | 25     | 3F           | 35           | 34           | 8            | 11           | 15           | 34           | 49           | -15          | Copa Argentina | Cuartos de final         | —           |
| 2013/14 | III  | Argentino A         | 25     | 4.º          | 35           | 30           | 9            | 8            | 13           | 32           | 41           | -9           | Copa Argentina | Fase Final I             | —           |
| 2014    | III  | Federal A           | 40     | 7.º          | 15           | 14           | 3            | 6            | 5            | 20           | 19           | 1            | Copa Argentina | Fase preliminar regional | —           |
| 2015    | III  | Federal A           | 40     | 3F           | 53           | 32           | 15           | 8            | 9            | 45           | 37           | 8            | Copa Argentina | Fase preliminar regional | —           |
| 2016    | III  | Federal A           | 35     | 5.º          | 13           | 12           | 4            | 1            | 7            | 17           | 25           | -8           | —              | —                        | —           |
| 2016/17 | III  | Federal A           | 36     | 6.º          | 33           | 26           | 7            | 12           | 7            | 30           | 31           | -1           | —              | —                        | —           |
| 2017/18 | III  | Federal A           | 39     | 6.º          | 34           | 28           | 9            | 7            | 12           | 41           | 40           | 1            | Copa Argentina | Fase preliminar regional | —           |
| 2018/19 | III  | Federal A           | 36     | 4E           | 40           | 27           | 9            | 13           | 5            | 34           | 25           | 9            | Copa Argentina | Fase preliminar regional | —           |
| 2019/20 | III  | Federal A           | 30     | 15.º         | 18           | 22           | 4            | 6            | 12           | 16           | 28           | -12          | —              | —                        | —           |
| 2020    | III  | Federal A           | 26     | No participó | No participó | No participó | No participó | No participó | No participó | No participó | No participó | No participó | —              | —                        | —           |
| 2021    | III  | Federal A           | 31     | 14.º         | 26           | 28           | 7            | 5            | 16           | 21           | 42           | -21          | —              | —                        | —           |
| 2022    | III  | Federal A           | 34     | 9.°          | 44           | 32           | 13           | 5            | 14           | 33           | 39           | -6           | —              | —                        | —           |
| 2023    | III  | Federal A           | 36     | 9.°          |              |              |              |              |              |              |              |              | —              | —                        | —           |

## Palmarés
Gimnasia y Esgrima es el equipo de Concepción del Uruguay que más títulos oficiales ha ganado. En 1921 fue el primer campeón oficial y además ha ganado desde su fundación diecinueve torneos no oficiales, además de la clasificación para el Torneo del Interior, en 1995, logrando acceder al torneo de Primera B Nacional en la edición 1996-97, tras ganarle a su clásico rival provincial, Club Atlético Patronato.
Liga de Fútbol de Concepción del Uruguay: 1921, 1923, 1925, 1927, 1928, 1929, 1930, 1934, 1935, 1938, 1939, 1942, 1943, 1945, 1947, 1950, 1951, 1952, 1953, 1954, 1956, 1958, 1959, 1960, 1961, 1962, 1966, 1973, 1976, 1977, 1980, 1984, 1985, 1987, 1988, 1989, 1990, A1991, C1991, 1992, 1993 y A1994 y A1994.

## Jugadores

### Plantel 2023
- Los equipos argentinos están limitados por la AFA a tener en su plantel de primera división un máximo de cuatro futbolistas extranjeros.

### Mercado de pases

#### Altas 2023
| Verano                  |                  |                             |                  |  |  |  |  |  |  |
| Norberto Acosta         | Director técnico | Deportivo Urdinarrain       | Libre.           |  |  |  |  |  |  |
| Gonzalo Arce            | Arquero          | Excursionistas              | Libre.           |  |  |  |  |  |  |
| Franco Dobler           | Arquero          | Brown de Lules              | Libre.           |  |  |  |  |  |  |
| Jonathan Medina         | Defensor         | Camioneros                  | Libre.           |  |  |  |  |  |  |
| Nicolás Torres          | Defensor         | Paysandú                    | Libre.           |  |  |  |  |  |  |
| Nahuel Valenzuela       | Defensor         | Douglas Haig de Pergamino   | Libre.           |  |  |  |  |  |  |
| Julián Acosta           | Volante          | Juventud Antoniana          | Libre.           |  |  |  |  |  |  |
| Juan Luis Alfaro        | Volante          | Juventud de Gualeguaychú    | Préstamo.        |  |  |  |  |  |  |
| Agustín Guiffrey        | Volante          | Belgrano de Paraná          | Libre.           |  |  |  |  |  |  |
| Sebastián Luna          | Volante          | Boca Unidos de Corrientes   | Libre.           |  |  |  |  |  |  |
| Leonardo Morales        | Volante          | Crucero del Norte           | Libre.           |  |  |  |  |  |  |
| Eduardo Rothermel       | Volante          | Central Larroque            | Libre.           |  |  |  |  |  |  |
| Joaquín Arriarán Maurer | Delantero        | Deportivo Riestra           | Libre.           |  |  |  |  |  |  |
| Flavio Ciampichetti     | Delantero        | Brown de Puerto Madryn      | Libre.           |  |  |  |  |  |  |
| Jonathan López          | Delantero        | Villa Mitre de Bahía Blanca | Libre.           |  |  |  |  |  |  |
| Gabriel Thea            | Delantero        | Ciudad de Bolívar           | Fin de préstamo. |  |  |  |  |  |  |
|                         |                  |                             |                  |  |  |  |  |  |  |
| Invierno                |                  |                             |                  |  |  |  |  |  |  |
| -                       |                  | -                           |                  |  |  |  |  |  |  |
|                         |                  |                             |                  |  |  |  |  |  |  |

#### Bajas 2023
| Verano             |                  |                               |                  |  |  |  |  |  |  |
| Hernán Orcellet    | Director técnico | -                             | Fin de contrato. |  |  |  |  |  |  |
| Matías Bregant     | Arquero          | -                             | Fin de contrato. |  |  |  |  |  |  |
| Brian Bustos       | Arquero          | Mitre de Santiago del Estero  | Fin de contrato. |  |  |  |  |  |  |
| Matías Billordo    | Defensor         | Excursionistas                | Fin de contrato. |  |  |  |  |  |  |
| Juan Manuel Piedra | Defensor         | Excursionistas                | Fin de contrato. |  |  |  |  |  |  |
| Tomás Rossi        | Defensor         | Sportivo Belgrano             | Fin de préstamo. |  |  |  |  |  |  |
| Marcelo Benítez    | Volante          | Sportivo Belgrano             | Fin de contrato. |  |  |  |  |  |  |
| Daniel Carrasco    | Volante          | Gimnasia y Tiro de Salta      | Fin de contrato. |  |  |  |  |  |  |
| Francisco De Souza | Volante          | Círculo Deportivo de Otamendi | Fin de contrato. |  |  |  |  |  |  |
| Enzo Oviedo        | Volante          | Luján                         | Fin de contrato. |  |  |  |  |  |  |
| Fabricio Lovotti   | Delantero        | Defensores de Villa Ramallo   | Fin de contrato. |  |  |  |  |  |  |
| Matías Solohaga    | Delantero        | Atlético Tucumán              | Fin de préstamo. |  |  |  |  |  |  |
|                    |                  |                               |                  |  |  |  |  |  |  |
| Invierno           |                  |                               |                  |  |  |  |  |  |  |
| -                  |                  | -                             |                  |  |  |  |  |  |  |
|                    |                  |                               |                  |  |  |  |  |  |  |

## Presidentes
Primera comisión directiva (1917)
- Presidente: Miguel A. Tenreyro
- Vicepresidente: Carlos M. Frías
- Secretario: Dr. Luis M. Rodríguez
- Prosecretario: Roque Rosende
- Tesorero: Juan Carlos Gargajo
- Protesorero: José Yankelevich
- Vocales: Toribio Alegre
- Abraham Franca

Comisión directiva actual
- Presidente: Mario Bonnot